# Comuni d'Italia per altitudine

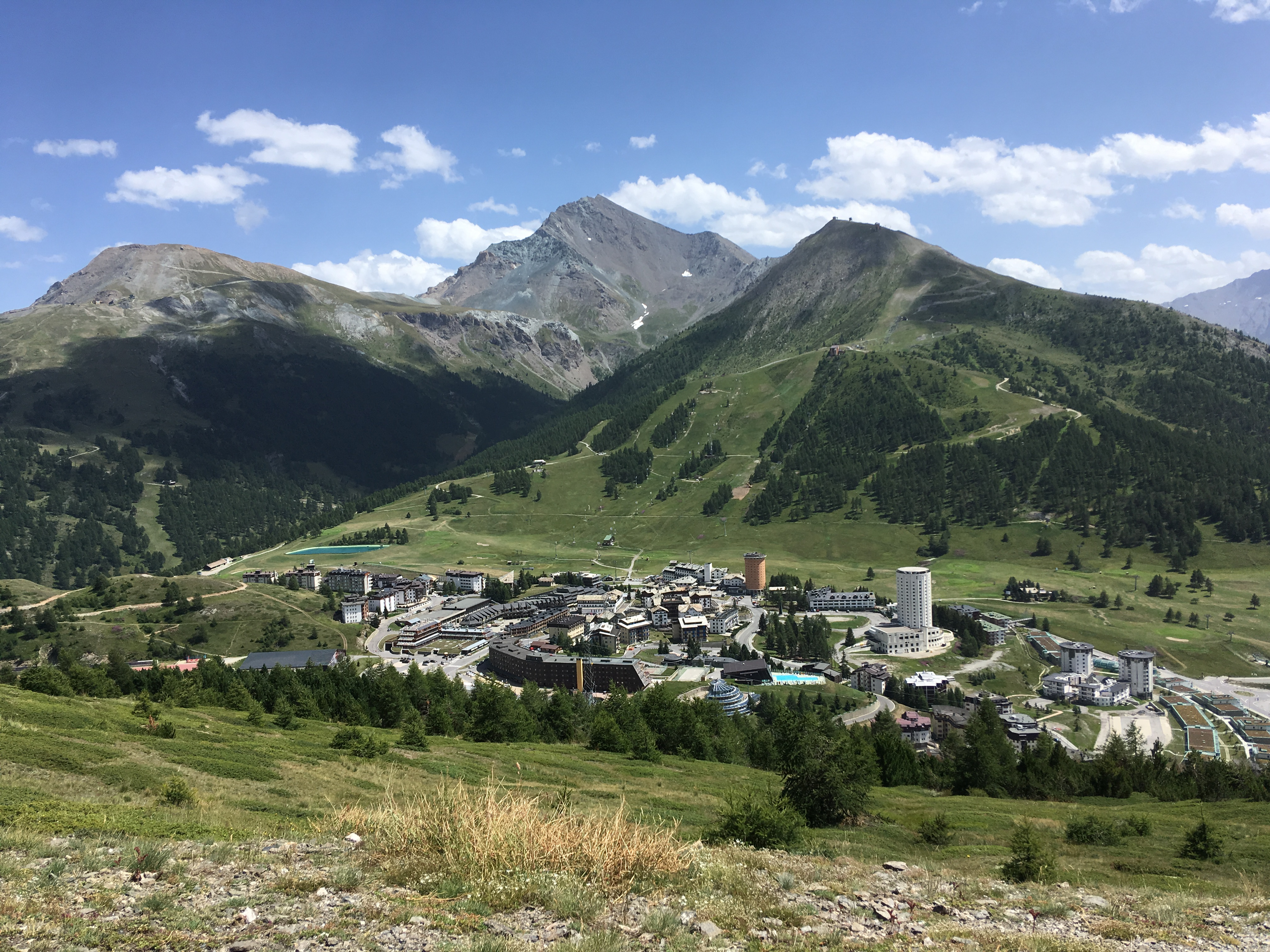
Sestriere, il comune più alto d'Italia.

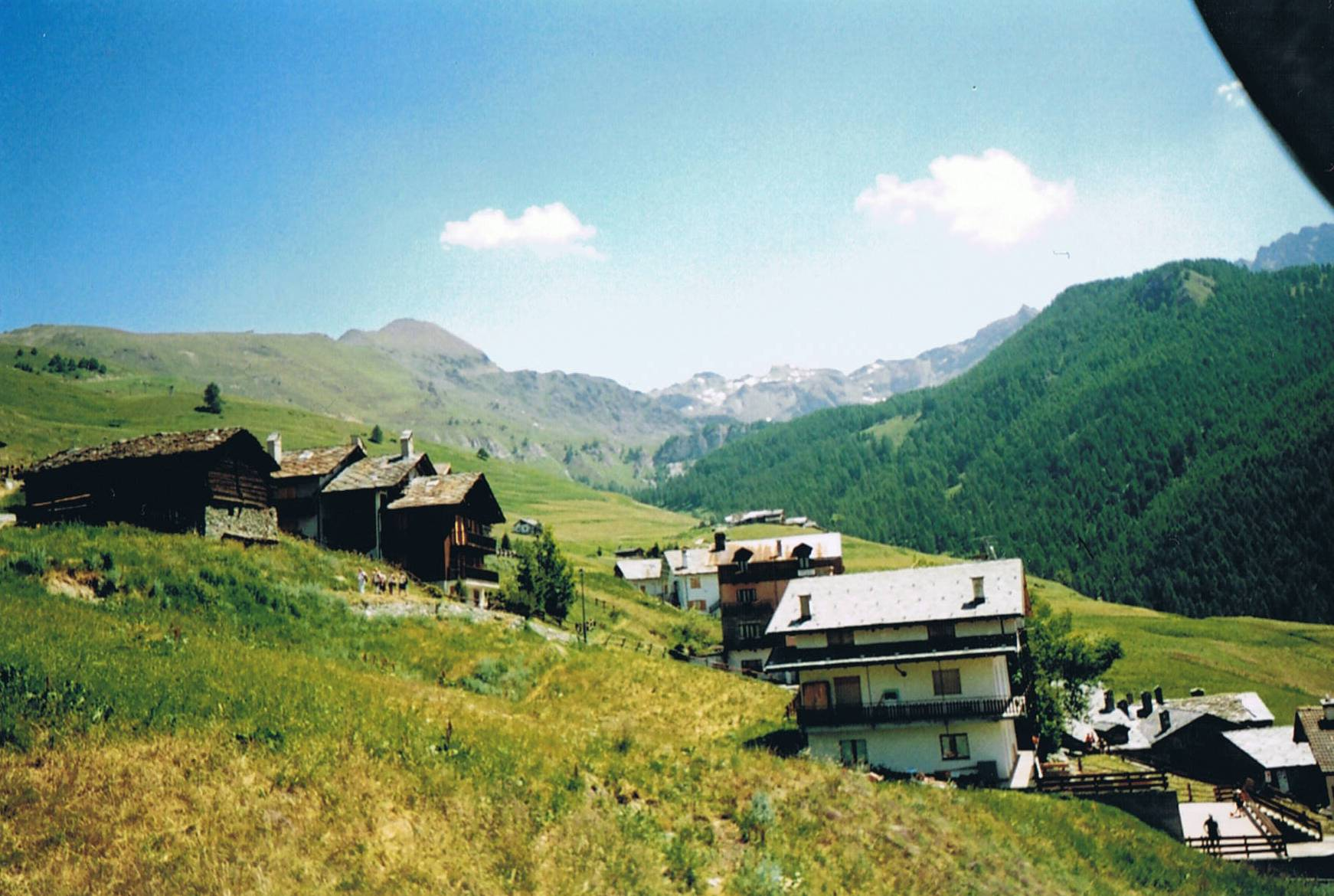
Chamois

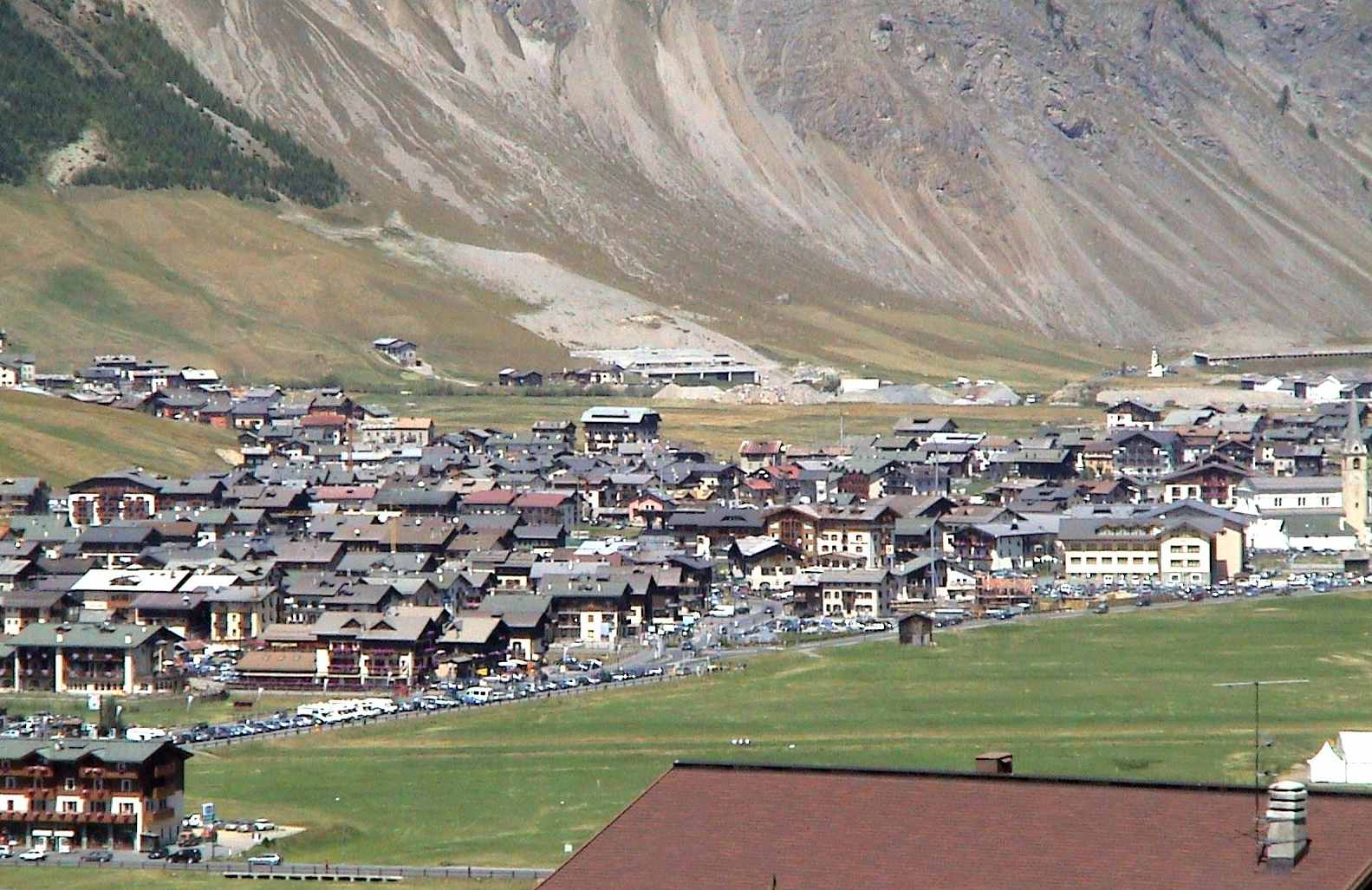
Livigno

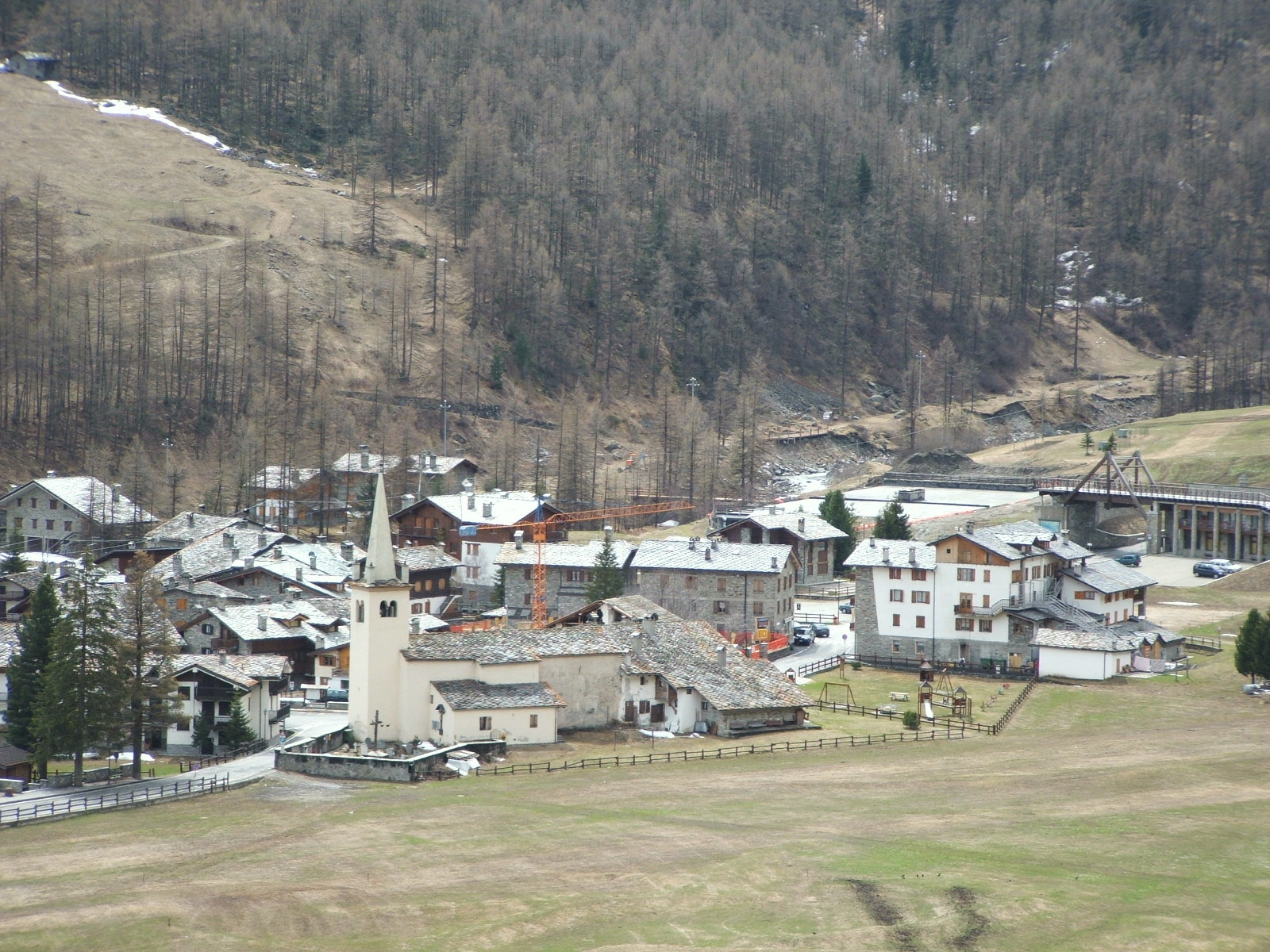
Rhêmes-Notre-Dame

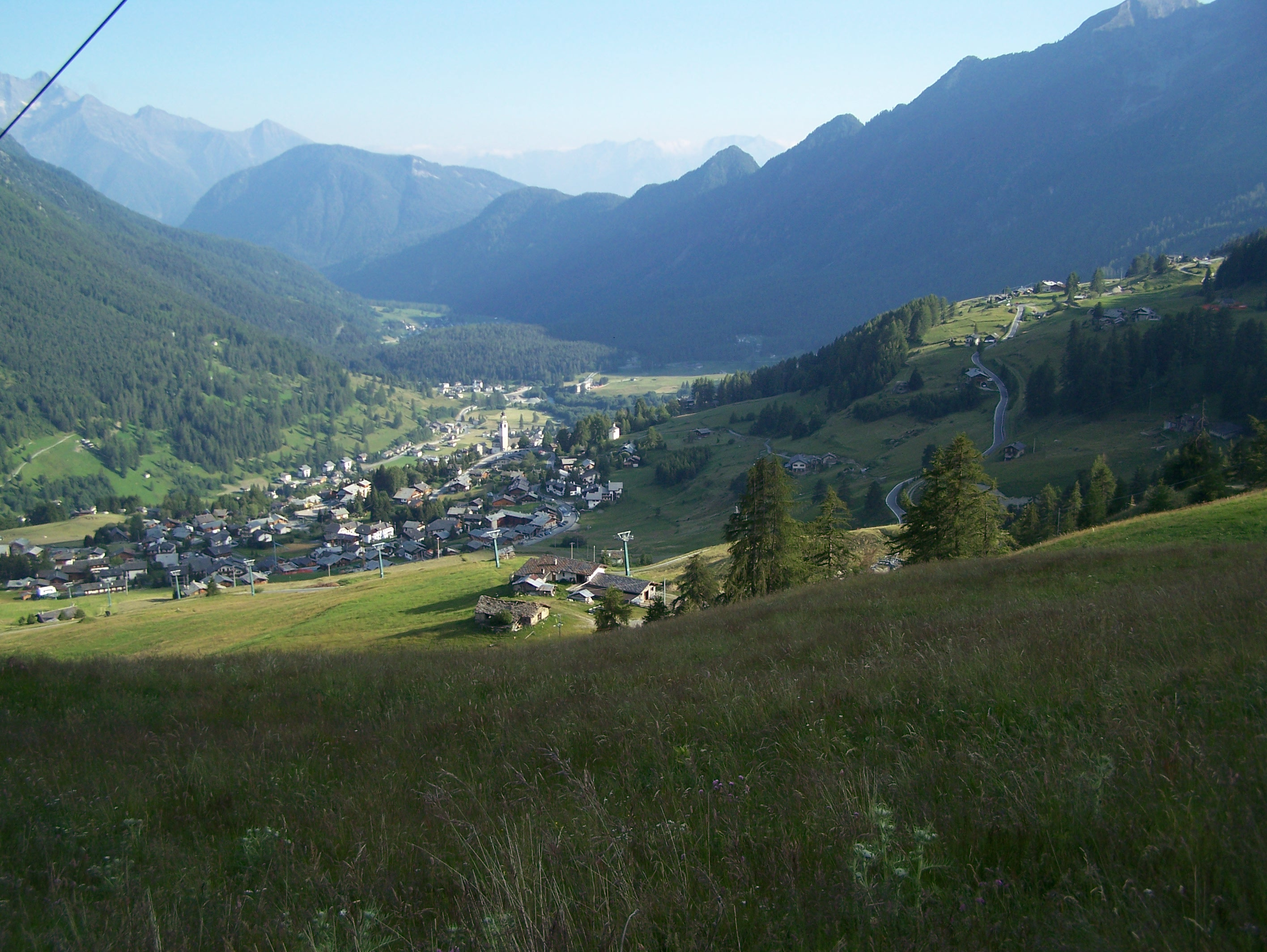
Ayas

Il seguente è un elenco dei primi 30 comuni italiani per altitudine, in ordine decrescente.
| Pos. | Comune                       | Provincia/Città metropolitana | Altitudine (m s.l.m.) | Note                                                                                         |
| ---- | ---------------------------- | ----------------------------- | --------------------- | -------------------------------------------------------------------------------------------- |
| 1    | Sestriere                    | Torino                        | 2 035                 | Comune più elevato d'Italia e del Piemonte.                                                  |
| 2    | Chamois                      | Valle d'Aosta                 | 1 816                 | Comune più elevato della Valle d'Aosta.                                                      |
| 3    | Livigno                      | Sondrio                       | 1 816                 | Comune più elevato della Lombardia. La frazione Trepalle è la frazione più elevata d'Italia. |
| 4    | Claviere                     | Torino                        | 1 760                 |                                                                                              |
| 5    | Rhêmes-Notre-Dame            | Valle d'Aosta                 | 1 725                 |                                                                                              |
| 6    | Ayas                         | Valle d'Aosta                 | 1 699                 |                                                                                              |
| 7    | Argentera                    | Cuneo                         | 1 684                 |                                                                                              |
| 8    | Valgrisenche                 | Valle d'Aosta                 | 1 664                 |                                                                                              |
| 9    | La Magdeleine                | Valle d'Aosta                 | 1 644                 |                                                                                              |
| 10   | Elva                         | Cuneo                         | 1 637                 |                                                                                              |
| 11   | Gressoney-La-Trinité         | Valle d'Aosta                 | 1 635                 |                                                                                              |
| 12   | Ceresole Reale               | Torino                        | 1 620                 |                                                                                              |
| 13   | Pontechianale                | Cuneo                         | 1 614                 |                                                                                              |
| 14   | Bionaz                       | Valle d'Aosta                 | 1 606                 |                                                                                              |
| 15   | Bellino                      | Cuneo                         | 1 572                 |                                                                                              |
| 16   | Corvara in Badia             | Bolzano                       | 1 568                 | Comune più elevato del Trentino-Alto Adige.                                                  |
| 17   | Selva di Val Gardena         | Bolzano                       | 1 563                 |                                                                                              |
| 18   | Sauze di Cesana              | Torino                        | 1 560                 |                                                                                              |
| 19   | Cogne                        | Valle d'Aosta                 | 1 544                 |                                                                                              |
| 20   | Valsavarenche                | Valle d'Aosta                 | 1 541                 |                                                                                              |
| 21   | Valtournenche                | Valle d'Aosta                 | 1 528                 |                                                                                              |
| 22   | Pragelato                    | Torino                        | 1 524                 |                                                                                              |
| 23   | Curon Venosta                | Bolzano                       | 1 520                 |                                                                                              |
| 24   | Saint-Rhémy-en-Bosses        | Valle d'Aosta                 | 1 519                 |                                                                                              |
| 25   | Sauze d'Oulx                 | Torino                        | 1 509                 |                                                                                              |
| 26   | Foppolo                      | Bergamo                       | 1 508                 |                                                                                              |
| 27   | Torgnon                      | Valle d'Aosta                 | 1 489                 |                                                                                              |
| 28   | Predoi                       | Bolzano                       | 1 475                 | Comune più a nord d'Italia.                                                                  |
| 29   | Livinallongo del Col di Lana | Belluno                       | 1 475                 | Comune più elevato del Veneto.                                                               |
| 30   | Canazei                      | Trento                        | 1 465                 | Comune più elevato del Trentino.                                                             |

Il seguente è un elenco degli ultimi 15 comuni italiani per altitudine, in ordine decrescente.
| Pos. | Comune               | Provincia/Città metropolitana | Altitudine (m s.l.m.) | Note                                                           |
| ---- | -------------------- | ----------------------------- | --------------------- | -------------------------------------------------------------- |
| 7890 | Margherita di Savoia | Barletta-Andria-Trani         | 1                     |                                                                |
| 7891 | Milazzo              | Messina                       | 1                     | Comune meno elevato della Sicilia.                             |
| 7892 | Porto Cesareo        | Lecce                         | 1                     | Comune meno elevato della Puglia.                              |
| 7893 | Fiumicino            | Roma                          | 1                     | Comune meno elevato del Lazio.                                 |
| 7894 | Tresignana           | Ferrara                       | 1                     |                                                                |
| 7895 | Goro                 | Ferrara                       | 1                     |                                                                |
| 7896 | Mesola               | Ferrara                       | 1                     |                                                                |
| 7897 | Jolanda di Savoia    | Ferrara                       | 1                     | La frazione Contane è il centro abitato meno elevato d'Italia. |
| 7898 | Porto Tolle          | Rovigo                        | 1                     |                                                                |
| 7899 | Loreo                | Rovigo                        | 1                     |                                                                |
| 7900 | Caorle               | Venezia                       | 1                     |                                                                |
| 7901 | Rosolina             | Rovigo                        | 1                     |                                                                |
| 7902 | Taglio di Po         | Rovigo                        | 0                     | Comune meno elevato del Veneto.                                |
| 7903 | Comacchio            | Ferrara                       | 0                     |                                                                |
| 7904 | Lagosanto            | Ferrara                       | 0                     | Comune meno elevato d'Italia e dell'Emilia-Romagna.            |